# Bracon idrianus
Bracon idrianus är en stekelart som beskrevs av Josef Fahringer 1934. Bracon idrianus ingår i släktet Bracon och familjen bracksteklar. Inga underarter finns listade.